# Paradoxa de Russell
La paradoxa de Russell descrita per Bertrand Russell el 1901 demostra que la teoria originària de conjunts formulada per Cantor i Frege és contradictòria.
Suposem un conjunt que consta de conceptes que no són membres de si mateixos. Un exemple descrit és el conjunt que consta d'"idees abstractes", que és membre de si mateix perquè el conjunt és ell mateix una idea abstracta, mentre que un conjunt que consta de "llibres" no és membre de si mateix perquè el conjunt no és un llibre. En la seua paradoxa, Russell preguntava (en carta escrita a Frege el 1902) si el conjunt de conceptes que no formen part de si mateixos formen part de si mateix. Si no forma part de si mateix, pertanyen al tipus de conjunts que sí que formen part de si mateixos.
Anomenem M el "conjunt de tots els conjunts que no es contenen a si mateixos com a membres". Llavors, M és un element de M si i només si M no és un element de M, la qual cosa és absurda.
Un desenvolupament més formal es presenta en la teoria intuïtiva de conjunts.

## Enunciat formal
Formalment, el conjunt proposat per la paradoxa de Russell es defineix com {\displaystyle R=\{x\mid x\notin x\}}. Per tant, es té {\displaystyle R\in R\iff R\notin R}, fet que constitueix una contradicció.

## La paradoxa en termes del barber
La paradoxa de Russell ha estat expressada en diversos termes més planers, el més conegut és la paradoxa del barber, que es pot enunciar de la manera següent:
«el barber d'aquesta ciutat, que afaita tots els homes que no s'afaiten a si mateixos, s'afaita a si mateix?»
O d'una manera més extensa:
| En un llunyà poblat d'un antic emirat hi havia un barber anomenat As-Samet, destre a afaitar caps i barbes, mestre a esporgar peus i a posar sangoneres. Un dia, l'emir es va adonar de la falta de barbers a l'emirat, i va ordenar que els barbers només afaitessin aquelles persones del poble que no poguessin fer-ho per si mateixes. Un dia, l'emir va cridar As-Samet perquè l'afaités i ell li va explicar les seves angoixes: - Al meu poble sóc l'únic barber. No puc afaitar el barber del meu poble -que sóc jo-, ja que llavors puc afaitar-me per mi mateix i està prohibit! Però, si en canvi no m'afaito, llavors algun barber m'ha d'afaitar, però ja he dit que sóc l'únic barber del meu poble! L'emir va pensar que els seus pensaments eren tan profunds que el va premiar amb la mà de la més virtuosa de les seves filles. Així, el barber As-Samet va viure per sempre feliç. |
En lògica de primer ordre, la paradoxa del barber es pot expressar com:

(4){\displaystyle \forall x\qquad \mathrm {s'afaita} (x,barber)\iff \neg \mathrm {s'afaita} (x,x)}

en què {\displaystyle \mathrm {s'afaita} (x,y)} vol dir" {\displaystyle x} és afaitat per {\displaystyle y} ". L'anterior es llegiria com "cada persona és afaitada pel barber si i només si no s'afaita a si mateixa". És important notar la semblança entre les equacions (2) i (4). En substituir {\displaystyle x} per {\displaystyle barber} s'obté:

(5){\displaystyle \mathrm {s'afaita} (barber,barber)\iff \neg \mathrm {s'afaita} (barber,barber)}

és a dir, que el barber s'afaita a si mateix si i només si no s'afaita a si mateix, la qual cosa és una contradicció.

## Explicació de la paradoxa
Els conjunts són reunions de coses, per exemple de cotxes, llibres, persones, etc., i en aquest sentit els anomenarem conjunts normals. La característica principal d'un conjunt normal és que no es conté a si mateix.
Però també hi ha conjunts de conjunts, com 2M, que és el conjunt de subconjunts de M.
Un conjunt de conjunts és normal, excepte si podem fer que es contingui a si mateix.
Això últim no és difícil: si tenim el conjunt de totes les coses que NO són llibres (i donat que un conjunt no és un llibre), el conjunt de totes les coses que NO són llibres formarà part del conjunt de totes les coses que NO són llibres. Aquests conjunts que es contenen a si mateixos s'anomenen conjunts singulars. És clar que un conjunt donat o bé és normal o bé és singular, no hi ha terme mitjà. O es conté a si mateix o no es conté.
Ara prenguem el conjunt C com el conjunt de tots els conjunts normals. Quina classe de conjunt és C? Normal o singular? Si és normal, estarà dins del conjunt de conjunts normals, que és C, llavors ja no pot ser normal. Si és singular, no pot estar dins del conjunt de conjunts normals, llavors no pot estar a C, però si no és a C, llavors és normal.
Qualsevol alternativa ens produeix una contradicció. Aquesta és la paradoxa.

## Història

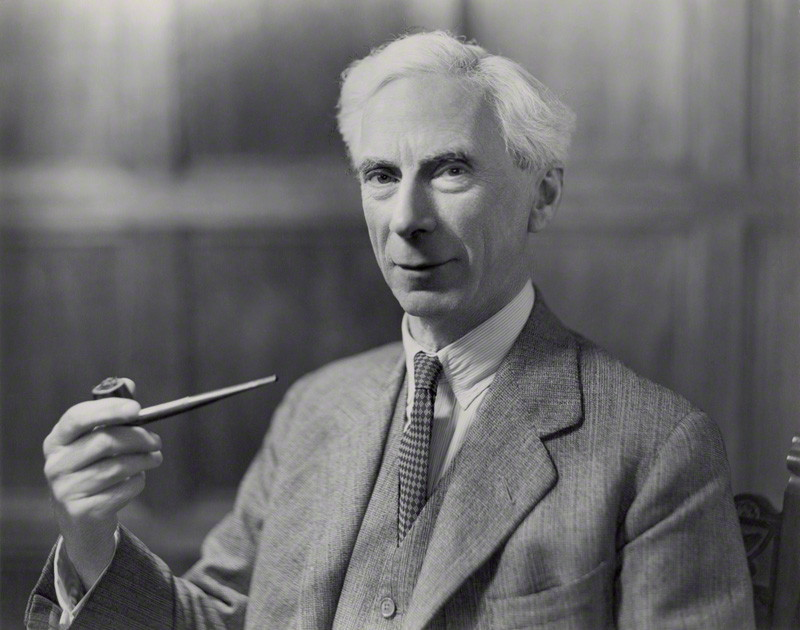
El matemàtic i filòsof gal·lès Bertrand Russell (1872 - 1970), autor de la paradoxa.

Russell va descobrir la paradoxa el maig o juny de 1901. Segons el seu propi relat en la seva obra Introduction to Mathematical Philosophy, de 1919, "vaig intentar descobrir alguna fallada en la demostració de Cantor que no existeix un (nombre) cardinal major que tota la resta". En una carta de 1902, va anunciar el descubriment a Gottlob Frege de la paradoxa en el Begriffsschrift de Frege de 1879 i va emmarcar el problem en termes tant de lògica com de teoria de conjunts, i en particular en termes de la definició de Frege de funció:
| « | Només hi ha un punt en què m'he trobat amb una dificultat. Vostè afirma (pàg. 17 [pàg. 23 més amunt]) que una funció també pot actuar com l'element indeterminat. Això ho creia anteriorment, però ara aquest punt de vista em sembla dubtós a causa de la següent contradicció. Sigui w el predicat: un predicat que no ho pot ser de si mateix. Però pot w ser un predicat de sí mateix? De cada possible resposta, n'és conseqüència l'afirmació contrària. Per tant, hem de concloure que w no és un predicat. Així mateix, no hi ha classe (com a totalitat) d'aquelles classes que, preses cada una com una totalitat, no es pertanyen en sí mateixes. D'aquí concloc que sota certes circumstàncies una col·lecció definible [Menge] no forma una totalitat. | » |

Russell va cobrir-ho extensament en el seu article de 1903 The Principles of Mathematics, en què va repetir la seva primera trobada amb la paradoxa:
| « | Abans de deixar enrera qüestions fonamentals, cal examinar més en detall la singular contradicció, ja mencionada, respecte dels predicats no predicables per sí mateixos. ... Puc mencionar que vaig ser conduït a ell en l'esforç per reconciliar la demostració de Cantor...." | » |

Russell va escriure a Frege sobre la paradoxa just quan Frege estava preparant el segon volum del seu Grundgesetze der Arithmetik. Frege va respondre a Russell molt ràpidament; va aparèixer la seva carta del 22 de juny de 1902, amb el comentari de van Heijenoort a Heijenoort 1967:126–127. Frege després va escriure un apèndix admetent la paradoxa, i va proposar una solució que Russell recolzaria en el seu Principles of Mathematics, però més tard alguns el van considerar insatisfactori. Per la seva part, Russell tenia la seva obra en la impremta i va afegir un apèndix sobre la doctrina de tipus.
Ernst Zermelo en el seu (1908) Una nova demostració de la possibilitat d'una bona ordenació (publicat alhora que va publicar "la primera teoria axiomàtica de conjunts") va reclamar el descubriment previ de la antinòmia en la ingènua teoria de conjunts de Cantor. Afirma: "I, no obstant això, inclús la forma elemental que Russell<ref="russell"\> va donar a les antinòmies de la teoria de conjunts els hagués pogut convèncer [a J. König, Jourdain, F. Bernstein] que la solució d'aquestes dificultats no es troba en la renúncia al bon ordenament sinó només en una restricció adequada de la noció de conjunt". A afirma
| « | No obstant això, jo mateix havia descobert aquesta antinòmia, independentment de Russell, i l'havia comunicat abans de 1903 al professor Hilbert, entre d'altres. | » |
| — | |   |

Frege va enviar una còpia del seu Grundgesetze der Arithmetik a Hilbert; com s'ha assenyalar anteriorment, l'últim volum de Frege menciona la paradoxa que Russell li hauria comunicat a Frege. Després de rebre l'últim volum de Frege, el 7 de novembre de 1903, Hilbert li va escriure una carta a Frege en què deia, referint-se a la paradoxa de Russell: "Crec que el Dr. Zermelo la va descobrir fa tres o quatre anys". Un relat escrit de l'argument real de Zermelo va ser descobert en el Nachlass d'Edmund Husserl.
L'any 1923, Ludwig Wittgenstein va proposar "desfer-se" de la paradoxa de Russell de la següent manera:
| «                                       | La raó per la qual una funció no pot ser un propi argument és que el signe d'una funció ja conté el prototip del seu argument, i no pot contenir-se a sí mateix. Doncs suposem que la funció F(fx) pugués ser el seu propi argument: en tal cas hi hauria una proposició F(F(fx)), en què la funció exterior F i la funció interna F ha de tenir significats diferents, ja que l'interior té la forma O(fx) i l'exterior té la forma Y(O(fx)). Només la lletra 'F' és comú a les dues funcions, però la lletra per sí sola no significa res. Aquest queda immediatament clar si en lloc de F(Fu) nosaltres escribim (do) : F(Ou) . Ou = Fu. Això elimina la paradoxa de Russell. | » |
| — Tractatus logico-philosophicus, 3.333 | |   |

Russell i Alfred North Whitehead van escriure els seus "Principia Mathematica" en tres volums amb l'esperança d'aconseguir allò que Frege no havia aconseguit fer. Van intentar desterrar les paradoxes de la teoria ingènua de conjunts utilitzant una teoria de tipus que van idear per aquest propòsit. Si bé van aconseguir fonamentar la aritmètica d'alguna manera, no és del tot evident que ho fessin per mitjans purament lògics. Si bé "Principia Mathematica" va evitar les paradoxes conegudes i va permetre la derivació d'una gran quantitat de matemàtiques, el seu sistema va donar lloc a nous problemes.
En qualsevol cas, Kurt Gödel els anys 1930–31 va demostrar que mentre que la lògica de gran part de "Principia Mathematica", ara coneguda com lògica de primer ordre, és completa, l'aritmètica de Peano és necessàriament incompleta si és consistent. Aquest es considera molt àmpliament, tot i que no universalment, com que ha demostrat que el programa logicista de Frege és impossible de completar.
L'any 2001, es va celebrar a Munic una Conferència Internacional del Centenari que celebrava els primers cent anys de la paradoxa de Russell i es van publicar-ne les seves actes.